# Терджиман
«Терджима́н» (крим. Terciman, ترجمان‎, рос. Переводчикъ; укр. Перекладач) — газета, що виходила з 1883 по 1918 рр. у Бахчисараї й фактично була друкованим органом тюркомовного населення Російської імперії. Засновником і видавцем був кримськотатарський просвітник Ісмаїл Гаспринський. «Терджиман» був першою в історії кримськотатарською газетою. Станом на 1918 рік це була найстарша активна газета мусульманського світу.

## Історія

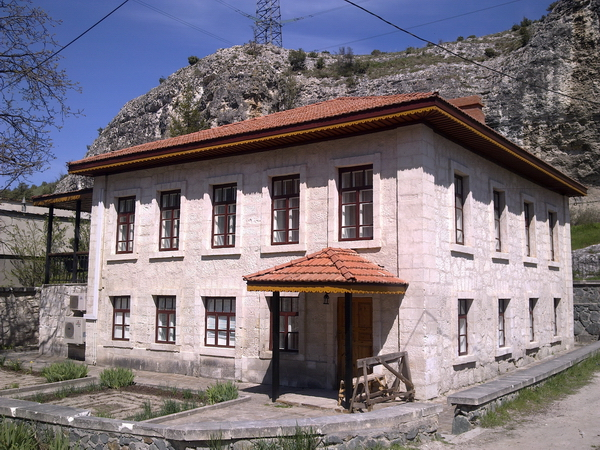
Будівля друкарні «Терджиман», в якій працював Гаспринський. Вул. І. Гаспринського, 47-а, Бахчисарай

Ісмаїл Гаспринський взявся за створення газети 1879 року. Спочатку він мав намір видавати тижневик кримськотатарською мовою «Файдали еглендже». Однак його прохання було відхилено міністром внутрішніх справ Левом Марковим. Те саме сталося і з проханням про відкриття газети для дітей «Мектеб» та літературно-інформаційного листа «Канун». Все ж після кількох років листування і переговорів з чиновниками Гаспринському таки вдалося отримати дозвіл на видання «Терджимана», перший номер якого з'явився 10 квітня 1883 року.
Ісмаїл Гаспринський їздив Кримом, Кавказом, Поволжям, проводячи просвітницькі бесіди з найбільш значними людьми, пояснюючи їм необхідність видання мусульманської газети. До 1893 Гаспринському вдалося забезпечити собі підтримку серед улемів, буржуазії та інтелігенції основних економічних і культурних центрів російських мусульман, особливо у Волзько-Уральському регіоні, в Криму та Азербайджані.
1885 року типографія Гаспринського в Бахчисараї згоріла, за якийсь час йому вдалося відбудувати її наново.
Спершу наклад газети був невеликим, але він зростав і поступово «Терджиман» перетворився з тижневика на щоденну газету. За свідченнями Асана Сабрі Айвазова, на піку популярності тираж «Терджимана» досяг 16 тисяч примірників. Крім території Російської імперії, «Терджиман» поширювали в Туреччині, причому, за свідченнями Айвазова, Гаспринський видавав номери з трохи іншим змістом, пристосованим під турецькі реалії.
Після смерті Гаспринського 1914 року «Терджиман» перейшов його синові Рефату. При цьому, згідно із заповітом Гаспринського, редактором став Асан Сабрі Айвазов.
Останній номер «Терджимана» вийшов 23 лютого 1918 року, коли більшовики окупували Крим і заборонили видання газети.

## Завдання і значення

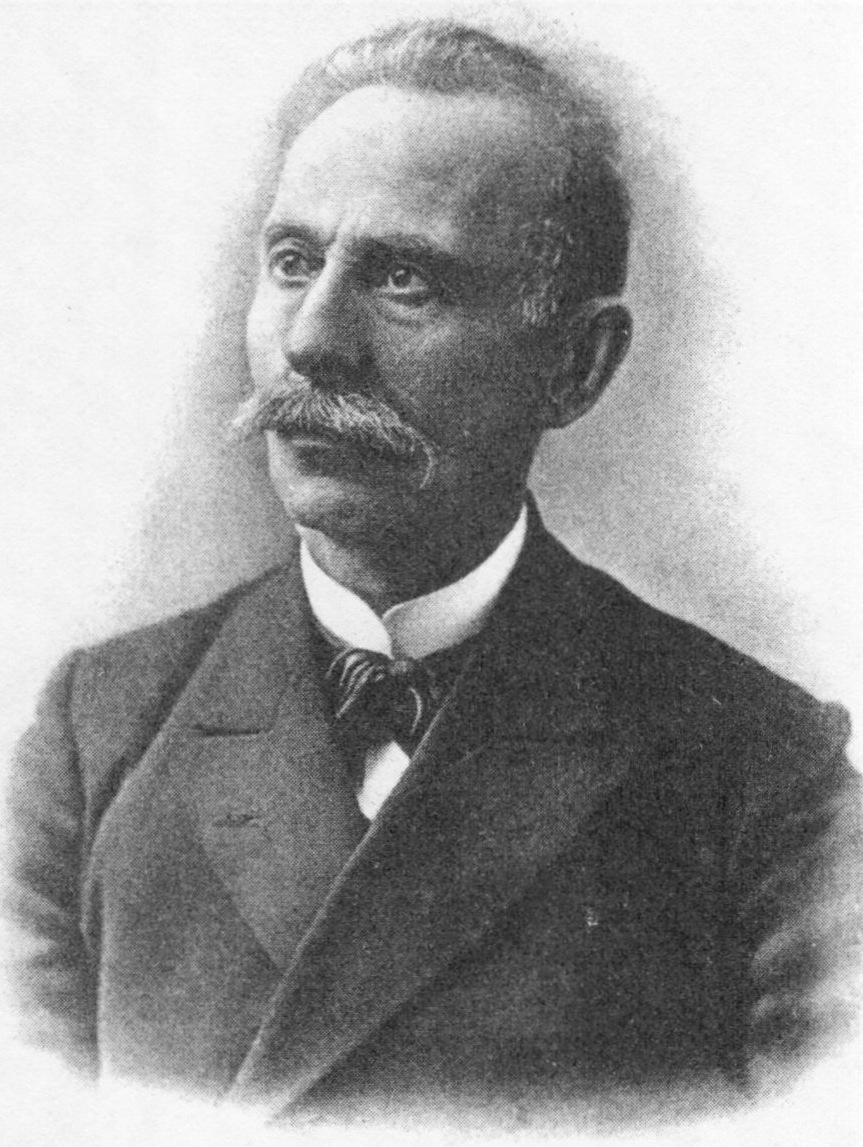
Ісмаїл Гаспринський — видавець «Терджимана», прихильник ідеї пантюркізму.

Головним завданням «Терджимана» Ісмаїл Гаспринський бачив єднання тюркських народів на основі спільності духу, мови та культури, а девізом газети було гасло «Ділде, Фікірде, Ішде Бірлік» («Єдність у мові, думках і ділах»). У першому номері від 10 квітня 1883 року він писав:
| Ліві лапки | Випускаючи нашу газету, ми хочемо заявити нашим читачам, що «Терджиман» намагатиметься передусім, з одного боку — давати потрібні та корисні для культурного життя знання, а з іншого — знайомити російське суспільство з нашими національними потребами. Наш шлях важкий і складний. Тому ми взялися за цю справу в ім'я Господє і взялися за перо в інтересах правди й науки. Чи буде «Терджиман» відповідати тим вимогам, які він собі ставить, чи ні, хай вирішить майбутнє, тому що зрозуміло: я сам не можу винести вироку. | Праві лапки |

Первинною умовою для досягнення цієї мети було створення літературної мови, зрозумілої для всіх тюркських народів. В основу цієї спільної мови було покладено стамбульський варіант османської турецької мови (близький до узбережного діалекту кримськотатарської), але з меншою кількістю запозичень і спрощеним синтаксисом. Мова газети була зрозумілою освіченим верствам більшості тюркських народів, вона стала однією з головних причин успіху газети. Внаслідок діяльності «Терджимана» посилився вплив турецької на інші тюркські мови.
Для російської умми «Терджиман» був основним джерелом інформації, а до революції 1905 року — фактично єдиним реальним механізмом зв'язків усередині тюркського мусульманського суспільства Російської імперії, оскільки через неможливість створення політичних партій редактори і співробітники газет виконували функцію професійних політиків і громадських діячів. Зокрема, в «Терджимані» активно висвітлювали Всеросійські мусульманські з'їзди 1905—1906 рр.
Період високого впливу газети (1883—1904 рр., «ера „Терджимана“») був епохою зародження громадського руху російських мусульман загалом.
«Терджиман» існував на кошти мусульманських промисловців, передусім братів Рамієвих із Оренбурга, Акчуріна з Симбірська і Зейн аль-Абідіна Тагієва з Баку. Передплата видання «Терджиман» була доступною. Крім того, Гаспринський заохочував нових читачів, щорічно надсилаючи передплатникам у подарунок книжки, які видавали в його бахчисарайській друкарні.
Газету поширювали в 12 тогочасних країнах світу.
20-річний ювілей «Терджимана» в 1903 році перетворився на загальнонаціональний форум, який закріпив за Гаспринським статус «батька нації».
У 2011 році на конференції кримськотатарських журналістів та видавців/власників кримськотатарських ЗМІ, проведеної за ініціативою Меджлісу кримськотатарського народу ухвалено рішення заснувати День кримськотатарської журналістики та приурочити його щорічне проведення до випуску першого номера газети "Терджиман" - 10 квітня.

## Тематика
5 серпня 1882 р. у Бахчисараї І. Гаспринський випустив експериментальний номер «Терджимана» російською і кримськотатарською мовами, а 12 лютого 1883 р. міністр внутрішніх справ Д. О. Толстой затвердив програму газети, яка містила такі розділи:
- розпорядження уряду й офіційні оголошення, розпорядження і постанови місцевої і земської адміністрації краю, що публікувалися в «Правительственном Вестнике» і «Тавричеких губернских ведомостях»;
- популярні статті з російського законодавства, наприклад, витяги й переклади зі статутів військового, паспортного, будівельного тощо;
- статті літературні, географічні, історичні та з навчальної справи, про нові відкриття й винаходи в галузі наук і мистецтв, огляди місцевого, державного та іноземного життя, невеликі оповідання, анекдоти, вірші;
- приватні оголошення російською і кримськотатарською мовами.

Періодичність видання встановлювалася 1 раз на тиждень, передплатна ціна — 4 руб. на рік, 2,5 руб. на півроку.
Згідно з підрахунками В. Ю. Ганкевича, кількість випусків газети «Переводчик-Терджиман» без врахування додатків за всі роки існування становила: 1883 (29); 1884 (47); 1885 (27/46 (реально — 44)); 1886 (53); 1887 (40); 1888 (46); 1889 (46); 1890 (48); 1891 (48); 1892 (48); 1893 (48); 1894 (48); 1895 (50); 1896 (50); 1897 (48); 1898 (51); 1899 (48); 1900 (48); 1901 (48); 1902 (49); 1903 (51); 1904 (104); 1905 (106); 1906 (146); 1907 (86); 1908 (81); 1909 (52); 1910 (52); 1911 (52); 1912 (63); 1913 (110); 1914 (173); 1915 (286); 1916 (279); 1917 (232); 1918 (13).
Головну, національно-просвітницьку проблематику публікацій «Терджимана» було заявлено вже в його пробному випуску 1882 р. («Нешріят Ісмаїліє. Терджиман») — у матеріалах про нові закони, про сутність Російської імперії, про культурно-освітню емансипацію східних жінок і важливість розвитку тюрксько-мусульманської преси.
Проф. Е. Лаззеріні відокремив шість основних напрямів публікацій «Терджимана»: 1)реформування системи освіти мусульман; 2)створення єдиної тюркської літературної мови; 3)емансипація мусульманських жінок; 4)створення благодійних товариств; 5) пантюркізм; 6) вірність Російській державі, активне вивчення російської мови і культури, співробітництво з російським народом.
Перший номер заснованої газети вийшов друком 10 (22) квітня 1883 р. — з нагоди 100-річчя приєднання Криму до Російської імперії. З самого початку свого заснування газета будувалася за «дзеркальним» принципом: російська і кримськотатарська частини точно відповідали одна одній. З 9 грудня 1905 р. газета почала виходити кримськотатарською мовою з російським відділом, який містив найбільш важливі із суспільно-політичної точки зору матеріали.
Періодичність виходу газети неодноразово змінювалася з тенденцією до збільшення: з 1883 по 1903 рр. «Терджиман» випускався щотижня (у 1885 р. була спроба видавати газету двічі на тиждень), з № 46 за 1903 р. — двічі на тиждень, з № 80 за 1905 р. — тричі на тиждень, з 9 жовтня 1912 р. — щодня.
У «Терджимані» друкували докладні статті про стан справ у медресе, як у центрах підготовки новометодних викладачів, повідомляли про мусульманських інтелігентів, які здобули світську освіту. «Терджиман» повідомляв про всі нові друковані видання російських мусульман із зазначенням їхніх адрес. Також газета традиційно публікувала рекламу виробів мусульманських торговців і промисловців, таким чином відіграючи роль основного рекламного центра на вторинному та третинному ринку.
Серед дописувачів газети були Юсуф Акчура, Дердменд, АхмедХаді Максуді, Різа Фахретдінов, Наріман Наріманов, Ферудін бей Кочерлі, Алі Акбар Рефібейлі, Осман Акчорлакли, Ахмед Озенбашли, Асан Сабрі Айвазов, Ібрахім Фехмі, Фуад Кепрюлю, Зія Ґекалп, Ахмед Мухтар паша.